# Sapiency
Sapiency ist eine deutsche Metal-Band, die 2009 in Frankfurt am Main gegründet wurde. Die Musik der sechsköpfigen Band mit zwei Sängern lässt sich dem Stil des Melodic Death Metal zuordnen.

## Geschichte
Zu Beginn ihrer Karriere hatten alle Mitglieder bereits jahrelange Erfahrung in der Metalszene. Die Gitarristen Rene Ritzmann und Holger Wenck hatten zuvor zusammen in den Bands Everfest und Bonneville und mit dem Sänger Lars Bittner in der Band Force Trankill gespielt, die Bittner jedoch später verließ. Nachdem sich Force Trankill aufgelöst hatten, beschlossen Ritzmann und Wenck Anfang des Jahres 2009 mit Bittner die Band Sapiency zu gründen, für die sie den Bassisten Jörg Beck hinzuholten. Wenige Wochen später stießen der Schlagzeuger Axel Krumsiek und der Sänger Sebastian Shreds dazu. Bereits nach drei Monaten am 10. März 2009 spielte die Band ihr erstes Konzert als Supportband von Sonic Syndicate und Deathstars. Ende April 2009 verließ Axel Krumsiek die Band und wurde am Schlagzeug durch Jan Heusel ersetzt. Im Mai 2009 verließ Jörg Beck die Band, dessen Platz als Bassist Sebastian Fix einnahm, mit dem Wenck bereits vor vielen Jahren in der Band Traitors Gate gespielt hatte.
Ende 2009 begab sich die Band zu Michael Heiliger ins Studio, um ihre erste EP Mercy aufzunehmen. Sie erschien im Februar 2010 und die Band versandte sie an diverse Print- und Onlinemagazine. Kurz darauf wurde das Label SAOL auf die Band aufmerksam und nahm sie unter Vertrag.
Im Sommer 2010 nahm Sapiency beim Produzenten Kai Bender ihr Debütalbum auf, wobei Raul Geisler das Mastering übernahm. Im Oktober 2010 spielte sie beim Metal-Festival Mittel-Gründau zusammen mit Witchburner und Tito & Tarantula und stand am 18. Dezember 2010 im Finale des Havanna Band Contests. Das Debütalbum Fate’s End erschien im 11. November 2010 bei SAOL und erhielt wohlwollende Bewertungen in diversen Magazinen wie dem Rock Hard und dem Metal Hammer erhielt.
Im März 2011 trennte sich die Band von ihrem Schlagzeuger, der durch Kai Voss-Fels, der schon bei der Trash-Combo U.S. Dead Beat und der Heavy-Rock-Band Gaspain am Schlagzeug war, ersetzt wurde. Im Mai 2011 erhielt Sebastian Fix (Bass) einen Endorsement-Deal von Däesch Bass Guitars. Am 7. Mai 2011 stand Sapiency beim Bandcontest Phoenix Battle of the Bands in Weinheim im Finale und spielte zusammen mit Größen wie Vicious Rumours und Onkel Tom Angelripper. Im Juni 2011 folgte dann gemeinsam mit der polnischen Band Pathfinder und der britischen Band Power Quest eine Tour durch Deutschland, Belgien und die Niederlande. Im August 2011 tourte sie als Main Support mit der US-amerikanischen Band W.A.S.P. gemeinsam durch Deutschland.
Ende November 2011 ging die Band erneut zu Kai Bender ins Studio, um ihr zweites Album Tomorrow aufzunehmen. Im Januar 2012 verließ der Sänger Sebastian Shreds während der Studioaufnahmen die Band. Dennoch spielte sie im Januar 2012 auf dem 70000 Tons of Metal Kreuzfahrtschiff und holte Krsto Balic als Shouter an Bord. Es folgten weitere Auftritte u. a. mit den schwedischen Bands Dead by April und Engel. Im Sommer 2012 eröffneten Sapiency auf der Hauptbühne das Metalfest Loreley und spielten beim Ragnarock Open Air mit Vader und Milking the Goatmachine sowie einen Auftritt im Vorprogramm der deutschen Bands Cripper und Sodom.
Die erste Single Free Within feierte am 16. Oktober 2012 Videopremiere beim Musiksender iM1 und war auch im Rahmen der Sendung iM1 Rocks zu sehen. Das zweite Album Tomorrow erschien am 15. März 2013 wieder bei SAOL, welches ebenfalls von diversen Magazinen positiv bewertet wurde. Im Mai 2013 war Sapiency mit drei weiteren deutschen Bands Teil der „5 Days of Darkness“- Tour, die sie durch fünf deutsche Städte führte. Im Sommer 2013 folgten einige Support-Shows mit Killswitch Engage, Negator, Holy Moses und Der Weg einer Freiheit. Es folgte ein Deal mit Bluelines Backline Rental sowie ein Distribution Deal mit dem US-amerikanischen Heavy-Metal-Label Eclipse Records. Das Video zur zweiten Single Unknown Enemy wurde am 7. Januar 2014 veröffentlicht. Vom 8. bis zum 17. Mai 2014 ging die Band gemeinsam mit der niederländischen Band Chainsaw Disaster auf Europatour, die sie durch Deutschland, Luxemburg, Belgien und Frankreich führte. Dies wurde im Jahr 2014 durch Konzerte in Deutschland, Österreich und Slowenien komplettiert, zu denen Auftritte beim Out & Loud Festival und dem Metaldays Festival sowie Konzerten mit Six Feet Under und Rage zählen. Im Oktober 2014 kam es zu einem Endorsement-Deal für Schecter Guitars. Kurz danach spielte sie als Vorgruppe von Ektomorf.
Am 30. April 2015 gab die Band offiziell die Trennung vom Shouter Krsto Balic bekannt, der im Mai 2015 von Phil Heckel als Aushilfssänger ersetzt wurde. Mit ihm spielte sie beim Dong Open Air und dem Rocken Rock & Metal Festival.
Das dritte Album der Band, For those who never rest, erschien im Herbst 2020  auf dem Label Massacre; es enthielt auch den Track Like yourself mit einem Gastauftritt des Tankard-Sängers Gerre.

## Musikstil
Wie bei den meisten Bands des Melodic-Death-Metal-Genres wechselt der Gesang zwischen gutturalem und klaren Gesang. Die Musik ist eine Mischung aus aggressivem Death Metal und traditionellem Power Metal. Damit steht die Band stilistisch in der Nähe von Dark Tranquillity, In Flames und Soilwork. Der klare Gesang erinnert zuweilen an Blind Guardian und Pretty Maids. Im Gegensatz zu den meisten anderen Bands des Genres sind Musik und Texte wenig depressiv, sondern eher lebensbejahend und fröhlich.

## Diskografie

### Alben
- 2010: Fate’s End (SAOL)
- 2013: Tomorrow (SAOL)
- 2020: For those who never rest (Massacre/Soulfood)

### Sonstige Veröffentlichungen
- 2010: Mercy (EP, Eigenproduktion)

### Videos
- 2012: Free Within
- 2014: Unknown Enemy